# 0.9
| Đánh giá chuyên môn | Đánh giá chuyên môn |
| Nguồn đánh giá      | Nguồn đánh giá      |
| Nguồn               | Đánh giá            |
| ------------------- | ------------------- |
| Rap2k               | [ 1 ]               |

0.9 là album thứ tư của rapper người Pháp Booba và được phát hành vào ngày 24 tháng 11 năm 2008, bởi Tallac Records thông qua Barclay Records/Universal Music Group.

## Danh sách ca khúc
| #  | Tiêu đề                                                   | Người sáng tác    | Hợp tác với         | Thời lượng |
| -- | --------------------------------------------------------- | ----------------- | ------------------- | ---------- |
| 1  | "Intro"                                                   | DJ Medi Med       |                     | 0:18       |
| 2  | "Izi monnaie" ("IZI money")                               | Therapy           |                     | 2:40       |
| 3  | "B2OBA"                                                   | Phrequincy        |                     | 3:12       |
| 4  | "Illégal" ("Illegal")                                     | Animalsons        |                     | 4:33       |
| 5  | "Garcimore"                                               | Oneshot           |                     | 3:30       |
| 6  | "Izi Life" ("IZI life")                                   | Dream Touch       | 92i (Bram's & Mala) | 5:37       |
| 7  | "King"                                                    | James BKS Edjouma | Rock City           | 4:07       |
| 8  | "Salade Tomates Oignons"                                  | Haze              | Djé                 | 4:13       |
| 9  | "Bad Boy Street"                                          | Animalsons        | DeMarco             | 4:32       |
| 10 | "Game Over"                                               | Oneshot           |                     | 4:20       |
| 11 | "Soldats" ("Soldiers")                                    | Therapy           | Naadei              | 3:16       |
| 12 | "R.A.S."                                                  | Street Fabulous   |                     | 5:04       |
| 13 | "Pourvu Qu'elles M'Aiment" ("Provided that they love me") | Street Fabulous   |                     | 4:00       |
| 14 | "Marche Ou Crève" ("Walk or die")                         | Oneshot           |                     | 4:28       |
| 15 | 0.9                                                       | Therapy           |                     | 4:10       |

## Bonus track
| #  | Tiêu đề                          | Người sáng tác | Thời lượng |
| -- | -------------------------------- | -------------- | ---------- |
| 14 | "Marche Ou Crève (Busy P Remix)" | Busy P         | 3:42       |

## Xếp hạng
| Bảng xếp hạng                   | Vị trí cao nhất |
| ------------------------------- | --------------- |
| Belgian (Wallonia) Albums Chart | 27              |
| French Albums Chart             | 2               |
| Swiss Albums Chart              | 60              |